# Steve Fitzsimmons
Steven „Steve“ Fitzsimmons (* 7. September 1976 in Liverpool, Liverpool City) ist ein ehemaliger australischer Fußballspieler. Der Mittelfeldspieler spielte in der A-League für die New Zealand Knights, Queensland Roar und Gold Coast United.

## Karriere
Fitzsimmons spielte 2001 bei Parramatta Power erstmals in der National Soccer League (NSL). 2002 wechselte er zu den Marconi Stallions, die letzte Saison vor Einstellung der NSL verbrachte er bei den Brisbane Strikers. 2005 unterschrieb er bei den New Zealand Knights, die in der neu gegründeten A-League antraten. Nach einer katastrophalen Saison (6 Punkte aus 21 Spielen, 1 Sieg) verließ er die Knights wieder und wechselte ligaintern zu den Queensland Roar zurück nach Australien. Dort kam er nur zu einem Einsatz während der Saison und begab sich anschließend zurück in den Amateurfußball. Im Bundesstaat Queensland spielte er zunächst bei Palm Beach in der Brisbane Premier League (höchste Spielklasse im Bezirk Brisbane) und die folgende Saison bei Beenleigh in der Brisbane Premier League Division 1 (zweithöchste Spielklasse im Bezirk Brisbane). 
Aufgrund seiner Leistungen bei Beenleigh erhielt er von Gold Coast United, das 2009/10 erstmals an der A-League teilnehmen wird, ein Vertragsangebot. Im September 2008 wurde der 32-jährige als eine der ersten Verpflichtungen für die kommende Spielzeit vorgestellt. Nach der Saison 2010/11 beendete er seine Profikarriere und übernahm eine Stelle als Assistenztrainer bei Gold Coast United.